# داوری (مینه‌سوتا)
داوری، مینه‌سوتا (به انگلیسی: Dovray, Minnesota) یک شهر در ایالات متحده آمریکا است که در مینه‌سوتا واقع شده‌است.

## خصوصیات
داوری ۰٫۶۵ کیلومترمربع مساحت و ۵۷ نفر جمعیت دارد و ۴۶۸ متر بالاتر از سطح دریا واقع شده‌است.